# Trận Raqqa (2017)
Trận Raqqa là chiến dịch thứ năm của chiến dịch Raqqa do Lực lượng Dân chủ Syria (SDF) tiến hành chống lại Nhà nước Hồi giáo Iraq và Levant (ISIL) tại thành phố Raqqa, "thủ phủ của Caliphat" trên thực tế. Trận đánh bắt đầu vào ngày 6 tháng 6 năm 2017, và đang được hỗ trợ bởi các cuộc không kích và quân đội từ liên minh do Hoa Kỳ lãnh đạo. Chiến dịch được đặt tên là "Đại Chiến" của SDF. Cuộc chiến đang diễn ra đồng thời với Trận chiến Mosul như là một phần của nỗ lực của CJTF-OIR và các đồng minh của nó để dải ISIL của các trung tâm quyền lực khu vực và tháo dỡ nó như là một "vương triều thiên nhiên".
Ngày 17 tháng 10 năm 2017, Lực lượng Dân chủ Syria tuyên bố chiến thắng trong trận Raqqa.

## Bối cảnh

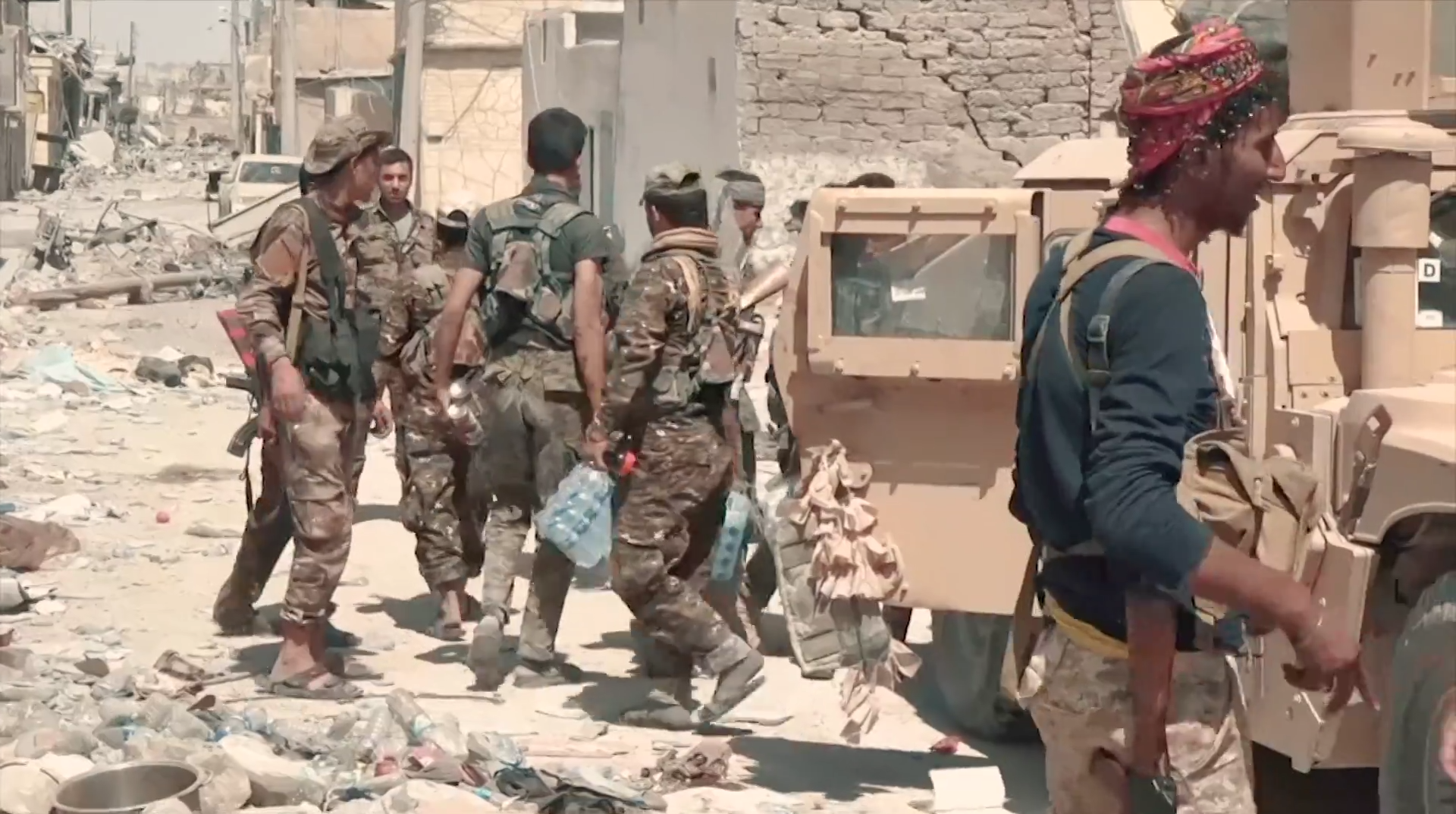
Binh sĩ của Lực lượng Dân chủ Syria với một xe Humvee tại trung tâm Raqqa, tháng 9 năm 2017

Đến tháng 6 năm 2017, Raqqa vẫn là thành phố lớn nhất của Syria được kiểm soát ISIL và do đó là trung tâm hoạt động hiệu quả của nó. Với một số lượng lớn máy bay chiến đấu nước ngoài, Raqqa đã là một trung tâm quy hoạch cho các cuộc tấn công khủng bố vào các thành phố châu Âu. Chiến dịch Raqqa do SDF đưa ra vào ngày 6 tháng 11 năm 2016 nhằm nỗ lực chiếm thành phố và kết quả là SDF thu được một lượng lớn lãnh thổ tại Raqqa Governorate từ ISIL, bao gồm thành phố al-Thawrah, và Cơ sở hạ tầng tại Đập Tabqa và Đập Baath.